# Aspitates fuscedinaria
Aspitates fuscedinaria là một loài bướm đêm trong họ Geometridae.